# Łucznictwo na Letniej Uniwersjadzie 2019
Zawody w łucznictwie w ramach Letniej Uniwersjady 2019 rozgrywane były w dniach od 9 do 13 lipca na stadionie Partenio w Avellino (kwalifikacje), oraz w Reggia di Caserta we Włoszech. 

## Medaliści i medalistki

### Łuk tradycyjny
| Konkurencja              | Złoto            | Srebro          | Brąz              |
| ------------------------ | ---------------- | --------------- | ----------------- |
| Mężczyźni indywidualnie  | Lee Woo-seok     | Erdem Cydypow   | Yuta Ishii        |
| Mężczyźni drużynowo      | Rosja            | Chińskie Tajpej | Stany Zjednoczone |
| Kobiety indywidualnie    | Kang Chae-young  | Choi Mi-sun     | Peng Chia-mao     |
| Kobiety drużynowo        | Korea Południowa | Rosja           | Ukraina           |
| Zawody drużyn mieszanych | Chińskie Tajpej  | Japonia         | Ukraina           |

### Łuk bloczkowy
| Konkurencja              | Złoto            | Srebro          | Brąz             |
| ------------------------ | ---------------- | --------------- | ---------------- |
| Mężczyźni indywidualnie  | Anton Bułajew    | Muhammed Yetim  | Kim Jong-ho      |
| Mężczyźni drużynowo      | Turcja           | Iran            | Meksyk           |
| Kobiety indywidualnie    | Andrea Becerra   | So Chae-won     | Yeşim Bostan     |
| Kobiety drużynowo        | Korea Południowa | Turcja          | Chińskie Tajpej  |
| Zawody drużyn mieszanych | Estonia          | Chińskie Tajpej | Korea Południowa |

## Źródła
1. ↑  Sport Regulations - Archery [online].